# Friedrich Christoph Perthes

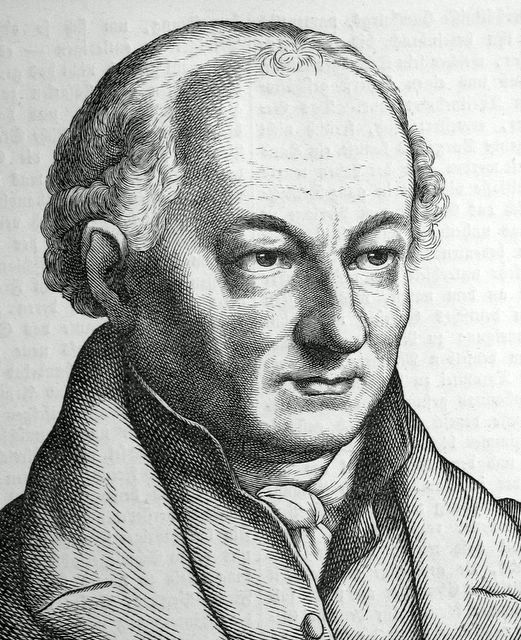
Friedrich Christoph Perthes

Friedrich Christoph Perthes, född 21 april 1772, död 18 maj 1843, var en tysk förläggare. Han var brorson till Justus Perthes, måg till  Matthias Claudius och far till Clemens Theodor Perthes.
Perthes grundade 1796 i Hamburg Tysklands första sortimentsbokhandel. Efter att 1822 överlåtit den i andra händer flyttade han till Gotha och grundade där ett bokförlag, som efter sammanslagning med ett av sonen Andreas Perthes (1813-1890) startat företag 1889 ombildade till F.A. Perthes AG.
Perthes gav gift med en dotter till poeten Matthias Claudius och hade intima förbindelser med Tysklands patriotiska och litterära stormän och ställde sitt förlag direkt i det nationella återuppbyggandets tjänst efter Napoleonkrigen.